# 新·第六感生死戀
《Ghost》（原題：ゴースト もういちど抱きしめたい），為2010年日本電影。此片改編自1990年美國電影第六感生死戀。由松嶋菜菜子、宋承憲擔綱主演。

## 劇情大綱
如果可以，我想再次擁抱你…

星野七海（松嶋菜菜子 飾），成功的日本女企業家。某天返家途中，在公園與韓國陶藝家金俊浩（宋承憲 飾）有了命運之相會，從此倆人便墜入了愛河。但好景總是不常，一場車禍，令七海命喪黃泉，也斷送了她和俊浩的幸福……。
儘管已經陰陽兩隔，但放不下心愛情人的七海，仍然以魂魄之姿，默默守護著俊浩，不忍離去…

就算生命消逝，再也無法相擁，我仍會永遠愛著你……。

## 演員陣容
- 松嶋菜菜子 飾 星野七海（粵語配音黃玉娟）
- 宋承憲 飾 金俊浩（粵語配音雷霆）
- 鈴木砂羽（日语：鈴木砂羽） 飾 上條未春（粵語配音朱妙蘭）
- 橋本哲 飾 黒田龍二（粵語配音陳欣）
- 芦田愛菜 飾 鬼魂少女（粵語配音陳皓宜）
- 宮川大輔 飾 中村良一
- 黒澤和子（日语：黒沢かずこ）（森三中） 飾 加藤美幸
- 嶋田久作（日语：嶋田久作） 飾 阿部刑警（粵語配音朱子聰）
- 波岡一喜（日语：波岡一喜） 飾 高田刑警
- 白川由美（特別演出） 飾 鄰居太太（粵語配音沈小蘭）
- 西尾由佳理  飾 訪問者
- 温水洋一 飾 在救護車上死亡的男子（粵語配音黃子敬）
- 松金米子 飾 加藤幸子
- 樋田慶子（日语：樋田慶子） 飾 阿雅
- 樹木希林 飾 運天五月（粵語配音雷碧娜）

## 主題曲
- 平井堅《アイシテル》（我愛你）（DelSTAR RECORDS）

## 製作團隊
- 原作：布魯斯·約爾·洛賓（Bruce Joel Rubin）
- 劇本：佐藤嗣麻子、中園美保
- 導演：大谷太郎
- 助理導演：小笠原直樹
- 製作指揮：宮崎洋、岡崎市朗
- 執行製作：奥田誠治
- 聯合執行監製：菅沼直樹
- 製片人：一瀬隆重
- 聯合製片人：三木裕明
- 副製作人：三田真奈美、星野恵
- 攝影：石坂拓郎
- 燈光：舘野英樹
- 美術：矢内京子
- 美術顧問：種田陽平
- 装飾：鈴村高正
- 録音：石貝洋
- 音樂：大島滿
- 音樂製作人：廣田次徳
- 編輯：深澤佳文
- 特效：松本肇
- 陶藝指導：額賀章夫
- 產銷：宿崎恵浩
- 製作：福島聰司
- 製作：日本電視放送網、派拉蒙電影公司、PPM、松竹、D.N.ドリームパートナーズ、讀賣電視臺、CJグループ、バップ、CELL、札幌電視放送、宮城電視臺、静岡第一電視臺、中京電視臺、廣島電視臺、福岡放送
- 發行：オズ
- 分配：日本派拉蒙、松竹